# Hans Köpke
Hans Ernst Heinz Köpke (* 30. November 1911 in Hamburg; † 26. Juni 1944 in Hamburg) war ein deutscher Widerstandskämpfer und Opfer des Nationalsozialismus.

## Widerstand
Der Schlosser und Maschinenbauer Hans Köpke arbeitete in der Firma Klöckner-Maschinenbau in Hamburg und war Mitglied im Arbeiter-Turn- und Sportbund. Mitte der 30er Jahre stieß er zu einer informellen Gruppe junger Leute, die begannen, Widerstand gegen den Nationalsozialismus zu leisten.
Zu der Gruppe, die sich heimlich zu politischen Diskussionen traf, gehörten ehemalige Mitglieder von Jugendorganisationen der verbotenen sozialdemokratischen und der kommunistischen Partei und politisch nicht organisierte Mitglieder von Sportvereinen. Ein Diskussionsthema war, eine oppositionelle Jugendorganisation mit Mitgliedern vor allem aus der Arbeiterbewegung zu gründen. Sie sollte Revolutionärer Jugendverband heißen. Die Idee zerschlug sich, als führende Köpfe der Gruppe verhaftet wurden. Köpke war zunächst nicht unter ihnen.

## Verhaftung
Er nahm weiter an heimlichen regimekritischen Treffen teil. Im Herbst 1942 zerschlug die Gestapo die Widerstandsgruppe und Hans Köpke wurde verhaftet. Er wurde zunächst in das Polizeigefängnis Fuhlsbüttel (heute Justizvollzugsanstalt Fuhlsbüttel) verbracht und im März 1943 mit den anderen der Gruppe in das Untersuchungsgefängnis am Holstenglacis verlegt. Im Sommer 1943 wurde das Gefängnis bombardiert. Angesichts der sich daraus ergebenden chaotischen Umstände wurde den meisten der Gefangenen, darunter auch Köpke, ein zweimonatiger Hafturlaub zugestanden – durchaus ungewöhnlich in jenen Zeiten. Einigen der „Urlauber“ gelang es, unterzutauchen. Ein diesbezüglicher Versuch Köpkes schlug fehl.

## Prozess

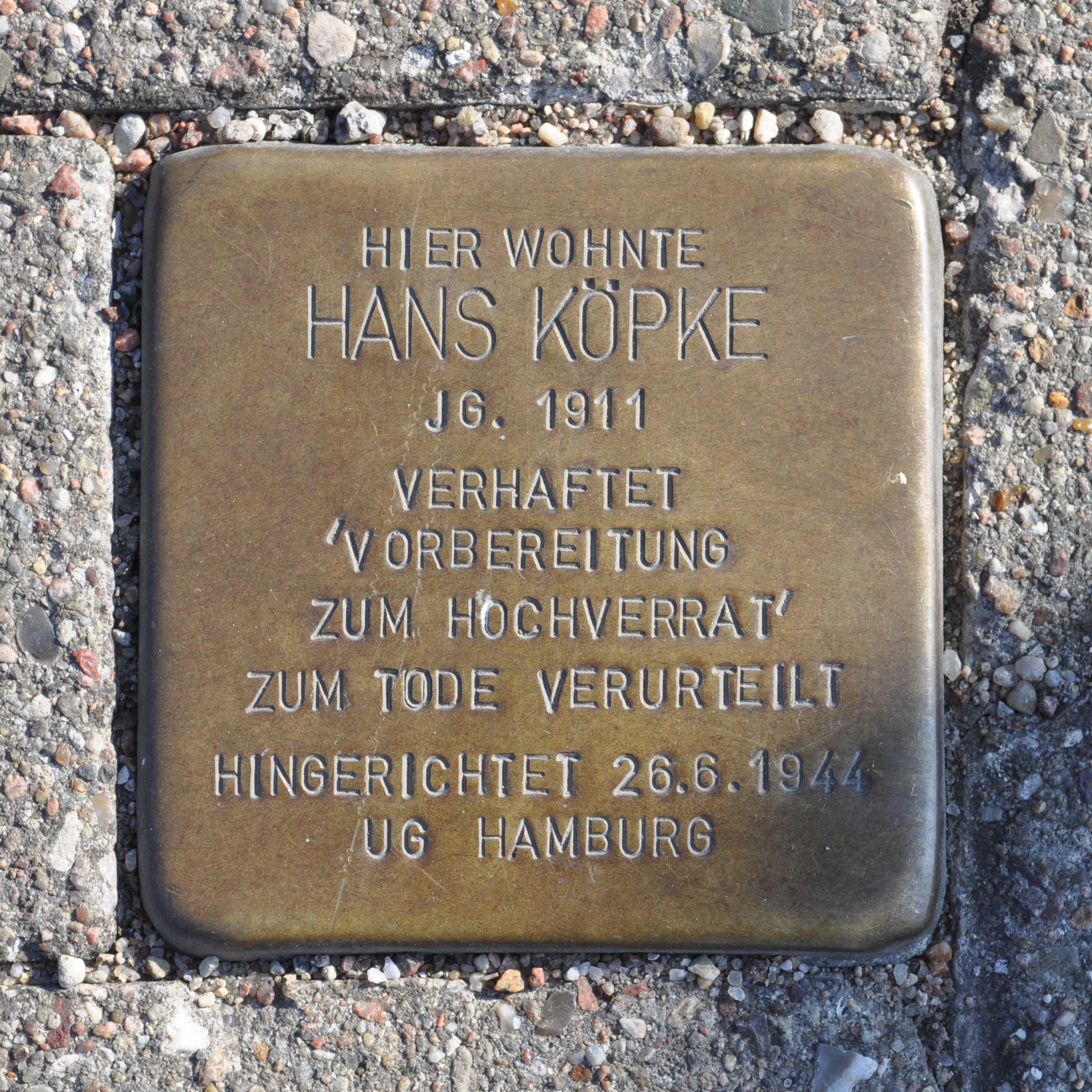
Stolperstein zur Erinnerung an Hans Köpke

Wie die anderen Mitglieder wurde er der „Vorbereitung zum Hochverrat“ angeklagt. Gemeinsam mit neun weiteren Angeklagten der sogenannten Bästlein-Jacob-Abshagen-Gruppe wurde Hans Köpke am 26. Juni 1944 im Untersuchungsgefängnis enthauptet. Ein Stolperstein beim Nagelsweg 93 bei der Einmündung Amsinckstraße in Hamburg-Hammerbrook ist seinem Gedenken gewidmet, ein weiterer vor dem Untersuchungsgefängnis in Hamburg-Neustadt.